# Mélinne D'Oria
Mélinne D'Oria (en arabe : ميلين دوريا), née le 7 août 2001 à Drancy, est une footballeuse internationale algérienne évoluant au poste de milieu de terrain au Mans FC.

## Biographie

### Carrière en club
En juillet 2023, elle quitte le VGA Saint-Maur et s'engage avec le FC Nantes.

### Carrière en sélection
En septembre 2023, Mélinne D'Oria est appelée en équipe d'Algérie par le sélectionneur Farid Benstiti pour prendre part à un stage durant lequel la sélection affronte l'Ouganda dans une double confrontation à l'occasion du 1re tour des qualifications à la CAN féminine  2024.
Le 4 décembre 2023, elle honore sa première sélection contre le Burundi au stade du 5-Juillet-1962 d'Alger, dans le cadre du dernier tour des éliminatoires de la CAN féminine 2024. Le match se solde par une victoire 1 à 0 des Algériennes, qui valide leur qualification pour la CAN 2024.
En février 2024, elle fait partie des joueuses convoquées en stage au Centre technique national de Sidi Moussa, dans le cadre de la préparation pour le tournoi final de la CAN féminine 2024,. Le 24 février 2024, elle entre en jeu lors de la victoire 2 à 0 des Algériennes face au Burkina Faso,.

## Statistiques

### Statistiques détaillées
| Saison                | Club                  | Championnat           | Championnat | Championnat | Coupe(s) nationale(s) | Coupe(s) nationale(s) | Algérie | Algérie | Total | Total |
| Saison                | Club                  | Division              | M.          | B.          | M.                    | B.                    | M.      | B.      | M.    | B.    |
| 2019-2020             | VGA Saint-Maur        | Division 2            | 1           | 0           | -                     | -                     | -       | -       | 1     | 0     |
| 2020-2021             | VGA Saint-Maur        | Division 2            | 4           | 0           | -                     | -                     | -       | -       | 4     | 0     |
| 2021-2022             | VGA Saint-Maur        | Division 2            | 14          | 0           | -                     | -                     | -       | -       | 14    | 0     |
| Sous-total            | Sous-total            | Sous-total            | 19          | 0           | -                     | -                     | -       | -       | 19    | 0     |
| 2023-2024             | FC Nantes             | Division 2            | 11          | 1           | 4                     | 2                     | 2       | 0       | 17    | 3     |
| Total sur la carrière | Total sur la carrière | Total sur la carrière | 30          | 1           | 4                     | 2                     | 2       | 0       | 36    | 3     |

### En sélection

#### Matchs internationaux
Le tableau suivant liste les rencontres de l'équipe d'Algérie dans lesquelles Mélinne D'Oria a été sélectionnée depuis le 4 décembre 2023 jusqu'à présent.